# Coin-lès-Cuvry
Coin-lès-Cuvry är en kommun i departementet Moselle i regionen Grand Est (tidigare regionen Lorraine) i nordöstra Frankrike. Kommunen ligger i kantonen Verny som tillhör arrondissementet Metz-Campagne. År 2022 hade Coin-lès-Cuvry 817 invånare.

## Befolkningsutveckling
Antalet invånare i kommunen Coin-lès-Cuvry
| Referens: INSEE |